# Francesco d'Ubertino

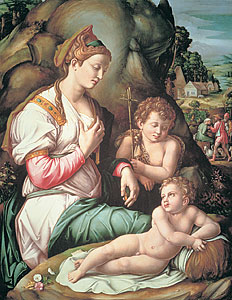
Vierge à l'Enfant et le petit saint Jean (1540/1550).

Francesco Ubertini ou Francesco d'Ubertino Verdi, dit Le Bacchiacca, (Borgo San Lorenzo, 1er mars 1494 - Florence, 5 octobre 1557), est un peintre italien  de l'école florentine.

## Biographie
Il est né et baptisé à Florence le 1er mars 1494 et est mort le 5 octobre 1557.
Bachiacca appartenait à une famille d'au moins cinq et peut-être huit artistes. Son père Ubertino di Bartolomeo (v. 1446/7-1505) est un orfèvre, son frère aîné Bartolomeo d'Ubertino Verdi (1484-v.1526/9) peintre, et son jeune frère Antonio d'Ubertino Verdi (1499–1572), qui s'appelait aussi Bachiacca, également brodeur et peintre. Son fils Carlo di Francesco Verdi (-1569) fut peintre et le fils d'Antonio, Bartolomeo d'Antonio Verdi (-1600) travailla comme brodeur. Cette dernière génération continua à produire peintures et broderies, probablement après la mort de Bachiacca et jusqu'à ce que la famille Verdi s'éteigne vers 1600.
Il fit son apprentissage dans l'atelier du Pérugin et vers 1515 commence sa collaboration avec Andrea del Sarto, Jacopo Pontormo et Francesco Granacci pour la décoration de cassoni, spalliere, et autres peintures de mobilier. Pour la chambre nuptiale de Pierfrancesco Borgherini et Margherita Acciauoli, il peignit les Histoires de Joseph ivre (Galerie Borghèse à Rome). La même année, il participa aussi aux aménagements pour la venue de Léon X.
À partir des années 1520, il s'intéressa aux gravures de paysages de Lucas van Leyden.
En 1523, il participe à nouveau avec Andrea del Sarto, Franciabigio et Pontormo à la décoration de l'antichambre de Giovanni Benintendi(Musées d'État de Berlin et Gemäldegalerie Alte Meister, Dresde). Pendant qu'il établissait sa réputation de peintre de prédelles et de petits cabinets, il a également élargi sa production en travaillant à de grands retables, tels que la Décollation de saint Jean Baptiste, maintenant à Berlin.
Vers 1525-1527, il fit un voyage à Rome, où il approcha la peinture de Michel-Ange.

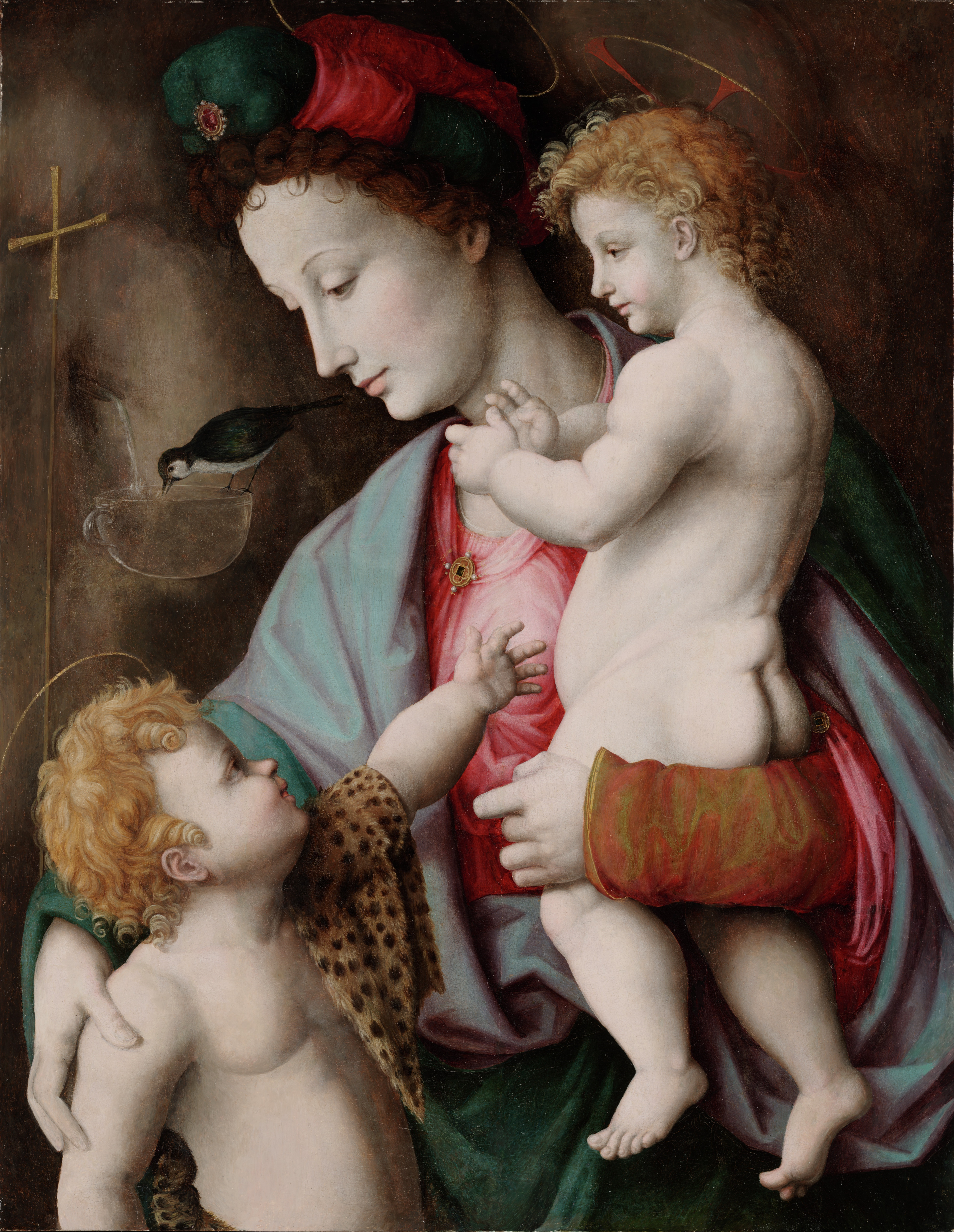
Vierge à l'Enfant avec saint Jean
1525, Dallas Museum of Art

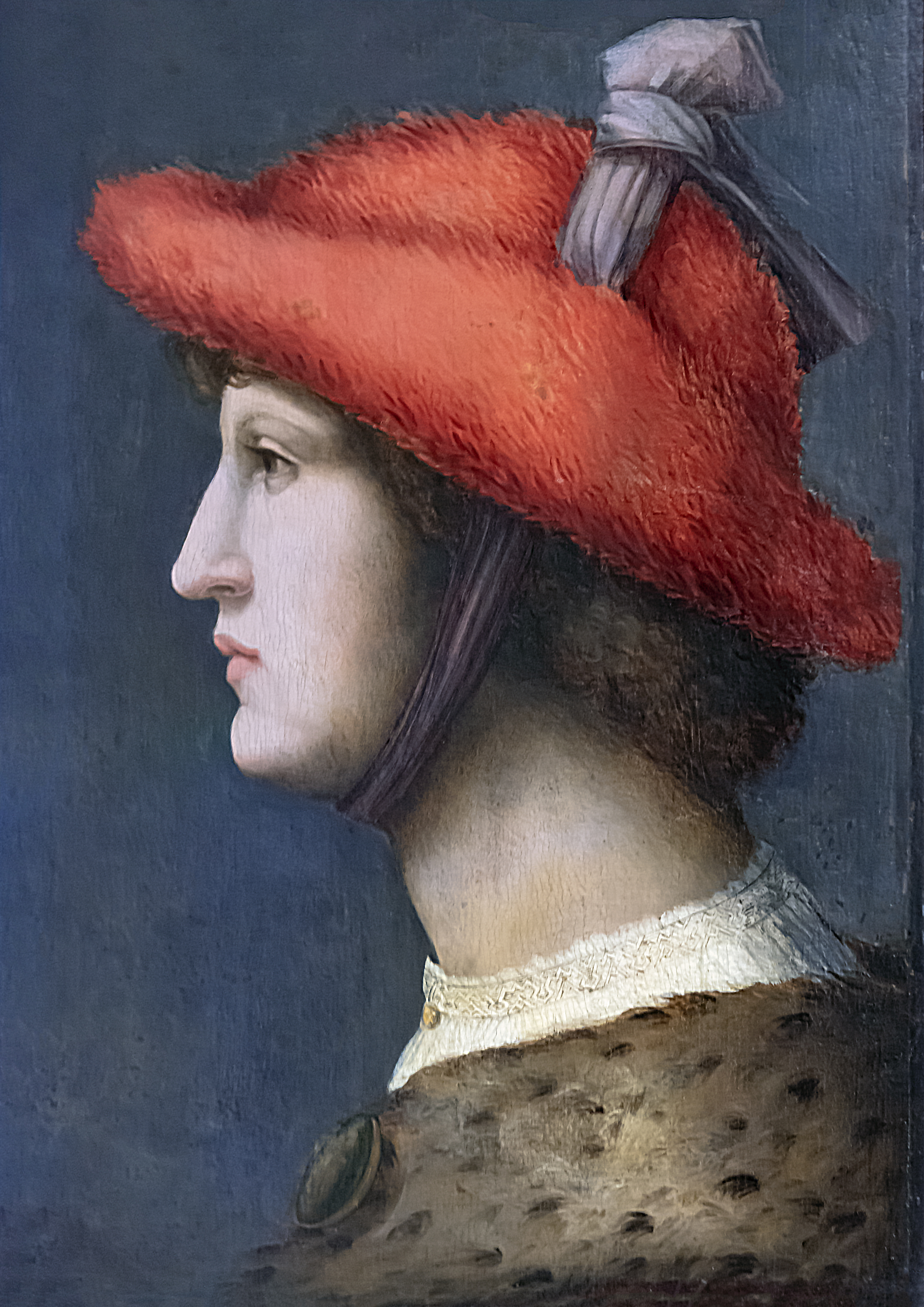
Courtisan au chapeau de fourrure rouge
Fondation Bemberg

En 1540, il devient peintre de la cour du duc Cosme Ier de Toscane (reg. 1537-1574) et de la duchesse Éléonore de Tolède. Dans cette fonction, il côtoya les artistes florentins les plus importants de cette époque, tels que Pontormo, Bronzino, Francesco Salviati, Niccolò Tribolo, Benvenuto Cellini, Baccio Bandinelli, et son beau-frère Giovanni Battista del Tasso. Sa première mission importante fut de peindre les murs et le plafond du studiolo, avec des plantes, des animaux et un paysage. Ce décor du Palazzo Vecchio reste un témoignage important de l'intérêt de Cosme pour la botanique et les sciences naturelles. Il décora également de fresques une grotte du jardin du palais Pitti, et réalisa les dessins pour le lit matrimonial de François Ier de Médicis et Jeanne d'Autriche.
Il réalisa aussi des cartons pour des tapisseries, les Espaliers grotesques (1545–49) et les Mois (1550–1553), qui ont été tissés par la nouvelle manufacture des Médicis (musée des Offices, Florence). Il signa une seule œuvre, la décoration d'une terrasse pour la duchesse et ses enfants, dans laquelle il abrégea son nom et son surnom FRANC. BACHI. FACI..
Tous ces travaux contiennent des illustrations soigneusement observées de la nature ou affichent la méthode et le style de l'artiste. Bachiacca combine personnages en costumes exotiques et autres motifs, inspirés de gravures d'artistes italiens, allemands et flamands reproduits dans des compositions entièrement nouvelles. Ces œuvres reflètent bien les interpénétrations des styles, entre la peinture du Nord et du Sud de l'Europe à la Renaissance, qui satisfaisait la clientèle des cours européennes.
En tant que peintre de cour, il réalisa Saint Sébastien entre 1530 et 1540, illustrant la mort du saint comme celle d'un noble chrétien condamné par l'empereur romain Dioclétien. À l'origine ce panneau aurait été une partie d'un retable.

## Quelques œuvres
- La Résurrection du Christ, v. 1510 / 1515, peinture sur bois, 45.2 x 40.3 cm, Dijon, musée des beaux-arts de Dijon[10].
- La Flagellation du Christ (1512-1515)
- Joseph vendu par ses frères, 1515-1516, peinture à l'huile sur bois, 26x19 cm, Galerie Borghèse, Rome
- L'Arrestation des frères de Joseph, 1515-1516, peinture à l'huile sur bois, 26x19 cm, Galerie Borghèse, Rome
- Recherche de la coupe volée, 1515-1516, peinture à l'huile sur bois, 26x19 cm, Galerie Borghèse, Rome
- Découverte de la coupe volée dans le sac de Benjamin, 1515-1516, peinture à l'huile sur bois, 26x19 cm, Galerie Borghèse, Rome
- La Déposition de croix, v. 1520, huile, Collection Alana[11]
- La Déposition de croix, v. 1520, huile sur bois, 93 × 71 cm, musée des Offices, Florence. S'inspire d'un modèle en cire exécuté par Jacopo Sansovino[12]
- Vierge à L'Enfant avec saint Jean, v. 1525, huile sur bois, 64 × 50 cm, Dallas Museum of Art
- Prédelle : Le Baptême de saint Jean d'Acre et de ses compagnons ; Saint Acace combattant les rebelles avec l'aide des anges ; Le Martyre de saint Acace et de ses compagnons, huile sur bois, 37 × 256 cm, Galerie des Offices, Florence. Devait compléter le Retable des Martyrs exécuté par Sogliani pour l'église San Salvadore des Camaldules, mais elle fut transférée à Basilique San Lorenzo de Florence à la demande de Cosme Ier[12].
- Marie-Madeleine, v. 1530, huile sur bois, 51 × 42 cm, Galerie Palatine, Palais Pitti, Florence[12]
- Le Christ devant Caïphe, 1535-1540, huile sur bois, 50 × 41 cm, musée des Offices, Florence. Inspiré d'une gravure de Dürer[12]
- Portrait du cardinal Léopold de Médicis, huile sur bois (1540-1545)
- Le Récolte de la manne (1540-1555)
- Courtisan au chapeau de fourrure rouge, huile sur bois, 45 × 30,9 cm, Fondation Bemberg Toulouse
- Histoire de saint Acace
- Portrait de Vittoria Colonna, huile sur bois, Musée d'Art Fuji, Tokyo